# Har Janoach
Har Janoach (hebrejsky: הר ינוח) je vrch o nadmořské výšce 661 metrů v severním Izraeli, v Horní Galileji.
Nachází se cca 4 kilometry jihozápadně od města Ma'alot-Taršicha, přímo na okraji obce Januch-Džat. Má podobu podlouhlého odlesněného hřbetu, jehož svahy jsou ze severu, západu a jihu pokryty zástavbou bývalé samostatné obce Januch. Ta navazuje na biblické sídlo Janóach (יאנוח), jež zmiňuje 2. kniha královská 15,29. Biblické jméno pak dalo název tomuto vrchu. Jeho vrcholové partie zůstávají nezastavěné, ale jsou zemědělsky využívané. Na severu terén prudce spadá do zalesněného údolí vádí Nachal Maš'an, na jihu probíhá paralelní údolí vádí Nachal Janoach. Pouze na východní straně terén plynule navazuje na náhorní planinu v prostoru průmyslové zóny Tefen, s nevýrazným pahorkem Har Eškar.